# Figada
Figada é um doce produzido, geralmente de forma artesanal, à base de figo. É uma sobremesa bastante consumida no interior de diversos estados brasileiros, sobretudo nos do Centro-Sul, como São Paulo e Rio Grande do Sul.
A figada pode ser produzida de duas maneiras:

## Modo 1

### Ingredientes
Figo maduro 

Açúcar cristal
 
Cravo e canela (a gosto)

### Modo de preparar
Desponte o figo e moa-o com a casca. A massa obtida deve ser acompanhada de igual quantidade de açúcar. Se o figo for muito maduro, coloque em torno de 20% menos de açúcar. Coloque essa mistura no tacho, acrescente o cravo e a canela, mexendo sempre. O fogo deve ser mais forte no início, sendo diminuído gradativamente. Quando chegar ao ponto, retirar do tacho e acondicionar para guardar.

## Modo 2

### Ingredientes
1 kg de figo

800 g de açúcar

Água o suficiente

### Modo de preparar
Leve as frutas ao fogo, com água para cozinhar, previamente descascadas, descaroçadas e cortadas. Quando estiverem macias, escorra em uma peneira de taquara, deixando escorrer até o dia seguinte. Pese a massa: para cada quilo da mesma, acrescente 800g de açúcar. Leve ao fogo, mexendo sempre, até aparecer o fundo da panela. Coloque o doce em caixetas de madeira forradas, e exponha ao sol por 2 ou 3 dias, até ficar uma camada açucarada por cima.